# Bernabé de la Torre Trasierra
Bernabé de la Torre Trasierra (Comillas, Corregimiento de Laredo, Reino de las Españas 14 de mayo de 1713-San Salvador, Capitanía General de Guatemala 12 de enero de 1773) fue un funcionario del Imperio español que ejerció el cargo de gobernador de Huancavélica, y de alcalde mayor de San Salvador, este último desde 1757 hasta 1759, cuando fue destituido y procesado en un largo juicio que duró hasta el año de 1771; siendo restituido en ese cargo, que lo ejercería hasta su fallecimiento en 1773.

## Biografía
Bernabé de la Torre Trasiera nació el 14 de mayo de 1713 en Comillas, Corregimiento de Laredo en el Reino de las Españas; siendo hijo de Ángel de la Torre Trasiera de Rivas, y de Rosa de la Torre Trasiera de la Campa. Se trasladaría a residir al continente americano, donde ejercería como gobernador de Huancavélica (en el Virreinato del Perú); luego de lo cual, se asentaría en Buenos Aires, en donde contraería matrimonio con María Petrona Eugenia de Tagle Bracho e Izca el 29 de noviembre de 1745, con quien engendraría 4 hijos llamados Josefa, María, Petrona, y Bernabé.
El 24 de octubre de 1746, gracias a que había realizado una donación de 4600 pesos, el rey Fernando VI lo nombró como alcalde mayor de San Salvador, para ejercerlo después de que finalizase el período para el que había sido designado Isidro Díaz de Vivar; pero se tardó en tomar posesión, debido a que tuvo que efectuar un viaje de negocios al Brasil y Perú. El 25 de octubre de 1755, se ordenó por real cédula, que luego que concluyese el tiempo de gobierno de Domingo Soto Bermúdez, se le concediese el cargo a Bernabé. El 13 de diciembre de 1755 presentó su testamento en Buenos Aires (donde estaba su familia); luego de lo cual partió hacia Santiago de Guatemala, siendo juramentado el 3 de febrero de 1757, tomando posesión poco tiempo después, y recibiendo el título de teniente de capitán general de esa provincia el 7 de febrero.
Durante su mandato como alcalde mayor, debido a que tenía el suficiente capital para financiar la producción de añil por sí mismo (sin depender del financiamiento de los comerciantes guatemaltecos), prohibió a los ayuntamientos de San Salvador, San Miguel y San Vicente, que repartieran indígenas a las haciendas y a que juzgaran a los soldados mulatos; además que monopolizó el comercio de algodón, y el comercio con los pueblos indígenas. Lo que provocó, que en el año 1757, los cabildos de esas poblaciones pusieran varias quejas ante la Real Audiencia de Guatemala, la cual envió en el mes de agosto de 1758 al oidor Juan Antonio Velarde como juez de pesquiza; y el 22 de enero de 1759 ordenó a Bernabé que partiera rumbo a Sonsonate y luego se trasladase a Santiago de Guatemala.
En la ciudad de Santiago se le puso en prisión, hasta el año de 1762 cuando solicitó que el recinto de esa ciudad fuera el término de su cárcel; sin embargo, su proceso continuó hasta el 21 de junio de 1771 cuando -debido a pedimento presentado por Antonio de Parga y Saavedra en representación de Bernabé- el rey Carlos III ordenó que se le diése posesión de su cargo de alcalde mayor de San Salvador y que le devolviesen los bienes que le confiscaron. Tardó un tiempo en tomar posesión, y solicitó a su predecesor Manuel Fadrique y Goyena que le entregase el archivo de documentos. Ya en el puesto, destituyó a varios funcionarios, ejerciendo el cargo hasta su fallecimiento el 12 de enero de 1773.